# Tudhalijasz-kard
Tudhalijasz kardja 1991-ben Hattuszaszból került elő, az i. e. 15 – 14. század fordulója környékéről. Jelentősége igen nagy, mert ez a legkorábbról származó hettita kardlelet. Az utólagosan rávésett, akkád nyelvű fogadalmi szöveg datálja: „Amidőn Tudhalijasz, a nagykirály szétzúzta Assuva országát, felajánlotta ezeket a kardokat a Viharistennek, az ő urának.” (Simon Zsolt fordítása). Az ismert Tudhalijasz nevű uralkodók közül I. Tudhalijasz vezetett hadjáratot Asszuvába.
A kard bronzból készült, a penge hossza 727 mm, tömege 688 gramm. Markolata hiányzik, de a kardváll és a markolattüske olyan ép, hogy felismerhető a négy szegecslyuk (kettő a vállon és kettő a tüskén), amelyek segítségével a markolatot rögzítették. A penge majdnem teljes hosszán három kiemelkedés (borda) húzódik végig, amelyek a felső harmadon elágaznak és az él és a kardváll találkozása felett kifutnak a penge szélére.
A kard megtalálása óta viták tárgya. A legyőzött ellenségtől származik, fogadalmi letétként került Hattuszaszba, ezért egyáltalán nem biztos a hettita jellege. Nagyon hasonlít az argoliszi gyártmányú mükénéi B típusú kardhoz, de nem annyira, hogy egyértelmű legyen. Más verzió szerint olyan nyugat-anatóliai műhely terméke, amelyre hatott az égeikumi stílus. Harmadik lehetőség, hogy hettita kard, anatóliai minták szerint, és a hasonlóság valóban csak hasonlóság. A felirat önmagában nem a kard korát jelenti, hanem a fogadalmi letét korát. Semmi sem bizonyítja, hogy hettita gyártmány lenne, vagy akár hogy Tudhalijasz idején készült volna. Ebből ered a vita, amely a hettita fegyverzet fő kardtípusának meghatározása körül jelenleg folyik. A kardpengén nincs pengevájat, viszont annak síkjából kiemelkedik három borda. A jellegzetes hármas bordázás kidolgozási módja azonban egyelőre csak Anatóliában ismert, az égeikumi kardok egy bordával rendelkeznek, a hallstatti kardok kettővel, később pedig borda helyett vájatot helyeztek el a penge közepén. Az égeikumi kardok bordája mindig a markolattüske közepébe fut be, sosem ágazik el és hajol ki az él felé, ez csak a hallstatti kultúra germán kardjainál tűnik fel újra.

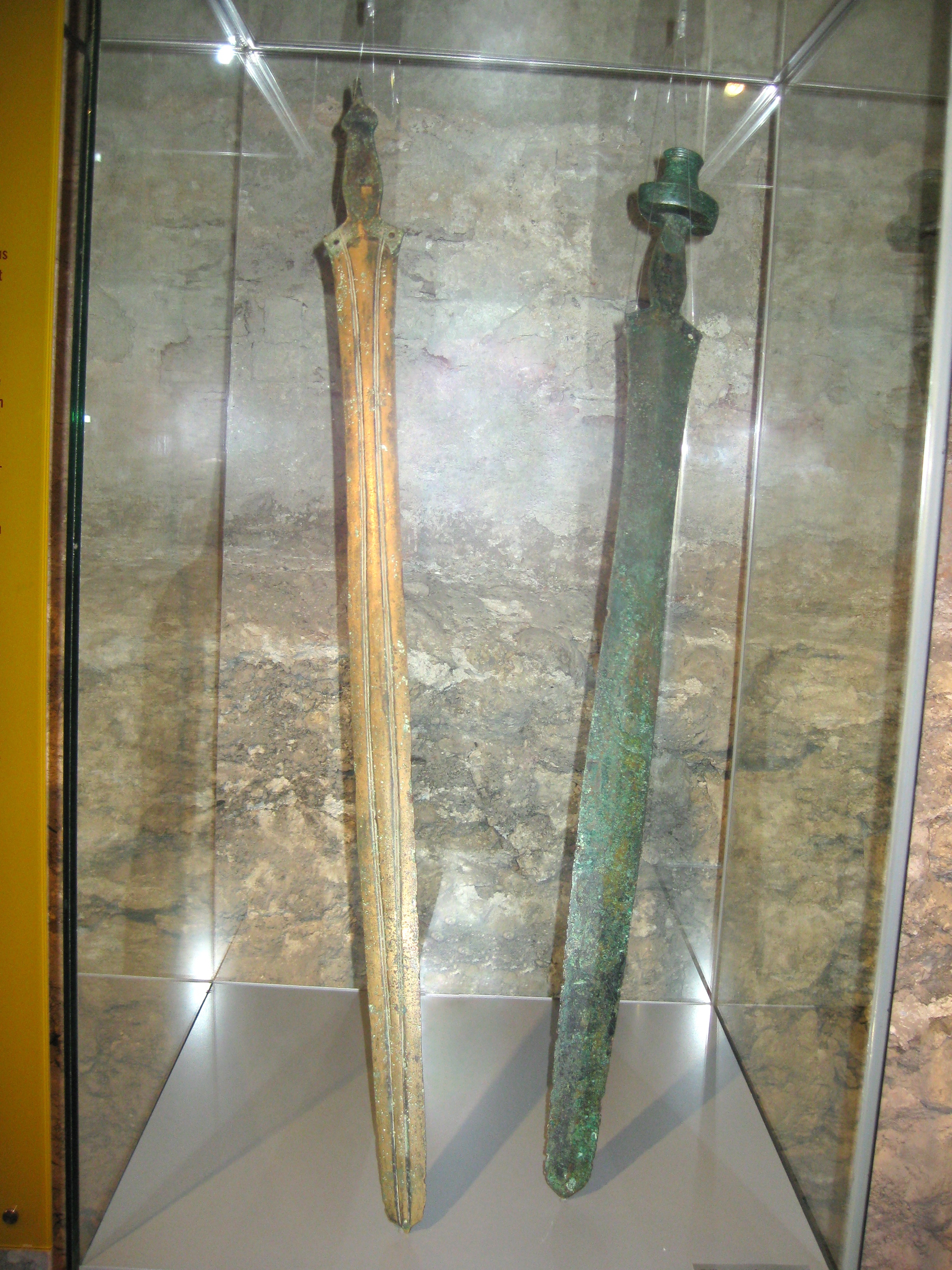
A hallstatti kardok alakja hasonló, a bordák a penge tövénél, a kardlap szélénél indulnak